# Тројанов град
Тројанов/Трајанов град је тврђава на планини Церу која се приписује митском бићу цару Тројану/Трајану. Данас је могуће видети остатке некадашњег одбрамбеног зида до којег се стиже шумским путем на 800м од асфалтног пута који води ка планинарском дому „Липове Воде“.
По изворним причама, Тројан је био демон који је живео у свом двору у забаченој шуми , а када падне ноћ он би изашао и обљубљивао би девојке и жене које су живеле у његовој близини. Он се једино плашио сунчевих зрака који га могу спржити и нанети му веће повреде. Он  је живео у свим порушеним и разрушеним градовима који су били смештени у шумама, који су били препуни бића сличних њему, то су била разна демонска бића која на први поглед утерују језу. Неки аутори воле да гледају Трајана или као упоредбу са римским царем Трајаном, што се мисли да је словенско постојање на Балканском простору много, много раније него што то наводи званична информација или као модификацију бога Триглава, јер се Тројан приказивао са три главе у изворним причама као коњаник у ноћи који има страх од сунца. Често се приказивао са магарећим или козијим ушима. Познато је и једно дело о демону (цару) Тројану: У цара Тројана козије уши.
Археолошка ископавања из 2014. године установила су постојање градинског насеља са бедемом опасаног ровом насталог током прелазног доба из бронзаног у гвоздено доба. Римљани су саградили утврђење крајем трећег или почетком четвртог века нове ере.